# Bohușivka, Luțk
Bohușivka (în ucraineană Богушівка) este un sat în comuna Boholiubî din raionul Luțk, regiunea Volînia, Ucraina.

## Demografie
Componența lingvistică a localității Bohușivka
     Ucraineană (96,26%)
     Rusă (3,74%)
Conform recensământului din 2001, majoritatea populației localității Bohușivka era vorbitoare de ucraineană (96,26%), existând în minoritate și vorbitori de rusă (3,74%).